# Уссурийский щитомордник
Уссурийский щитомордник (лат. Gloydius ussuriensis) — вид ядовитых змей рода щитомордников подсемейства ямкоголовых семейства гадюковых.

## Описание
Уссурийский щитомордник — самый мелкий вид щитомордников, обитающий на территории бывшего Советского Союза — длина тела взрослых змей обычно не превышает 650 мм (редко свыше 680 мм), длина хвоста — 80 мм. Голова крупная, край морды слегка закруглен. Вокруг середины туловища насчитывается 21 ряд чешуй (вместо 23—25 у обыкновенного и каменистого, симпатричных с уссурийским). Брюшных щитков — 145—166, подхвостовых — 37—51 пара. Окрашен в темные тона — верхняя сторона тела бурая или коричневая разной интенсивности, иногда почти черная. По бокам тела, начиная от головы, расположен ряд эллиптических или округлых темных пятен со светлой серединой и более темными краями. На середине спины кольца противоположных сторон часто соединяются. Вдоль границы с брюшными щитками идет ряд коричневых или черных ромбических пятен. Брюхо серое, с мелкими белыми пятнами в передней части. Верхняя сторона головы с рисунком и характерной темной заглазничной полосой.
Укус щитомордника для человека весьма болезнен, но через 5—7 дней наступает полное выздоровление. Смертельных исходов от укуса этой змеи почти неизвестно.

## Распространение
Россия, север Кореи, Маньчжурия (Китай), Монголия. В России Уссурийский щитомордник повсеместно распространен в Приморском крае, на юге Хабаровского края (на север доходит до устья реки Амур) и Амурской области.

## Образ жизни
Предпочитает влажные местообитания в хвойно-широколиственных лесах Дальнего Востока. Не редок он на морском побережье, часто встречается по берегам водоемов, не избегает рисовых полей и поселков, где щитомордника истребляют местные жители или же змеи гибнут под колесами автомашин. По своей биологии щитомордник уссурийский очень сходен с каменистым, с которым он часто обитает вместе на каменистых осыпях и песчано-каменистых морских пляжах. На лесозаготовительных участках этот вид встречается значительно реже каменистого щитомордника. В горах Сихотэ-Алиня он держится по лесным опушкам, на полянах, среди кустарников и на каменистых склонах гор, поднимаясь до высоты 1300 м над уровнем моря. Щитомордник уссурийский — обычная змея в основных местообитаниях, образующая в местах зимовок (часто зимовки совместные с щитомордником каменистым) скопления из 17 особей. В отличие от щитомордника каменистого, численность его местами ещё довольно высока.
Из зимовочных убежищ щитомордники появляются с конца марта до конца мая и держатся недалеко от них в течение 7—20 дней, после чего расселяются, но осенью возвращаются к местам зимовок. Сезон активности заканчивается в октябре — начале ноября. В зимний период смертность взрослых змей постоянно составляет 4—6 %, а наибольшая смертность наблюдается у молодых особей в первую и во вторую зимовки. Выживание молодых змей зависит от температуры почвы на глубине 40—80 см, где они зимуют. На совместных зимовках доминирует щитомордник каменистый.
Спаривание происходит в апреле — мае, а в сентябре — начале октября самки рождают 4—11 детенышей длиной 150—180 мм при массе тела 4—6 г. У большинства самок — одногодичный цикл размножения. По косвенным данным, на севере Приморского и, возможно, в Хабаровском крае у этого вида (как и у щитомордника каменистого) может быть двухгодичный цикл размножения. Половой зрелости щитомордники достигают при длине тела 400 мм, возможно, после третьей зимовки. Новорожденные змеи до ухода на зимовку успевают перелинять 5—6 раз, при этом первая линька происходит через 6—7 часов, вторая — через 2—3 дня.
Пищевой рацион уссурийского щитомордника, в отличие от других видов, включает преимущественно лягушек и редко — мелких млекопитающих. Но состав кормовых объектов меняется в зависимости от размера змеи, местоположения конкретной популяции и от численности добычи. Он может поедать рыбу и насекомых. Эта змея хорошо плавает и ныряет и способна переплывать морской залив в окрестностях станции Хасан.
У щитомордника уссурийского много врагов: это хищные птицы (ястребиный сарыч, орлан-белохвост, черный коршун), большеклювая ворона и сойка, хищные млекопитающие (барсук, енотовидная собака, колонок и харза). Мясо щитомордников в сушеном виде употребляется в пищу японцами и корейцами, а также используется для приготовления лекарственных препаратов. В последние годы змея наряду с дальневосточной лягушкой, дальневосточной черепахой и другими дальневосточными видами стал объектом незаконного экспорта.

## Систематика
До недавнего времени его рассматривали в качестве подвида восточного щитомордника (Gloydius blomhoffii Boie, 1826), широко распространенного в Восточной Азии на материке и Японских островах. Сейчас он часто рассматривается как самостоятельный монотипический вид.